# Saratoga (California)
Saratoga è una città della contea di Santa Clara, in California. È situata nell'area ovest della Santa Clara Valley, a ovest rispetto alla città di San Jose, nella San Francisco Bay Area. La città conta 29 926 abitanti.
Situata sulla fascia ovest della Silicon Valley, Saratoga è conosciuta a livello locale per le sue numerose cantine e boutique d'alta moda.
Tra le principali attrazioni della città vi sono Villa Montalvo, gli Hakone Gardens e la storica cantina Mountain Winery.

## Storia
Le prime tracce di un insediamento nell'area di Saratoga risalgono al 1848, quando William Campbell (padre di Benjamin Campbell, il fondatore della vicina città di Campbell) costruì una segheria a circa 4 km dal centro della città attuale.

## Amministrazione

### Gemellaggi
- Mukō, Giappone (1983)